# Magda Krystkiewicz
Magda Krystkiewicz (ur. 10 stycznia 1989) – polska siatkarka, grająca na pozycji atakującej lub przyjmującej, była młodzieżowa reprezentantka kraju. Występowała w TAURON Lidze w drużynach KS DevelopRes Rzeszów, KS Pałac Bydgoszcz i BKS PROFI CREDIT Bielsko-Biała.

## Sukcesy klubowe
Akademickie Mistrzostwa Polski:
- 2009, 2010

Akademickie Mistrzostwa Europy:
- 2009

I liga:
- 2018